# شبلي شميل
شبلي شميّل، (1276 هـ - 1335 هـ / 1850 - 1917م)، مسيحي لبناني من طلائع النهضة العربية. تخرج في الكلية السورية البروتستنتية / الجامعة الأمريكية في بيروت، ثم توجّه إلى باريس لدراسة الطب، ثم استقر في مصر، أقام في الإسكندرية، طنطا، ثم القاهرة.
أصدر مجلة (الشفاء) سنة 1886م، وكان أول من أدخل نظريات داروين إلى العالم العربي من خلال كتاباته في المقتطف، ثم مؤلفه (فلسفة النشوء والارتقاء). كما أصدر هو وسلامة موسى صحيفة أسبوعية اسمها المستقبل سنة 1914 لكنها أغلقت بعد ستة عشر عددا.
كان من العلامات الأخلاقية المعروفة. دافع عن العلمانية كنظام سياسي، إذ كان يرى بأن الوحدة الاجتماعية، ضرورة أساسية لتحقيق إرادة شعبية عامة، تستلزم الفصل بين الدين والحياة السياسية على اعتبار أن الدين كان عامل فرقة.

## شميل والإسلام
رغم إنه مسيحي، ويُنسب إلى الإلحاد، إلا أنه يقول عن القرآن: «إن في القرآن أحوالاً اجتماعية عامة، وفيها من المرونة ما يجعلها صالحة للأخذ بها في كل مكان وزمان، حتى في أمر النساء، فإنه كلفهن بأن يكنّ محجوبات عن الرّيب والفواحش، وأوجب على الرجل أن يتزوج واحدة عند عدم إمكان العدل، وأن القرآن فتح أمام البشر أبواب العمل للدنيا والآخرة، ولترقية الروح والجسد بعد أن أوصد غيره من الأديان تلك الأبواب، فقصر وظيفة البشرية على الزهد والتخلي عن هذا العالم الفاني».
وله قصيدة يمتدح فيها النبي محمد والإسلام يقول فيها:

## من مؤلفاته
- «فلسفة النشوء والارتقاء».
- الحقيقة وهي رسالة تتضمن ردوداَ لإثبات مذهب دارون في النشوء والارتقاء.
- «مجموعة مقالات». مما نشره في المقتطف والهلال.
- «المعاطس». رسالة.
- تحقيق لكتاب فصول أبقراط.
- تحقيق لكتاب الاهوية والمياة والبلدان لأبي الطب أبقراط (1885)
- تحقيق لكتاب أرجوزة لابن سينا.

## مؤلفات عنه
- حوادث وخواطر - مذكرات الدكتور شبلي شميل. جمع واعداد وتحقيق الدكتور أسعد رزّوق الطبعة الأولى 1991م
- الدكتور شبلي شميل - كتابات سياسية واصلاحية. جمع واعداد وتحقيق الدكتور أسعد رزّوق الطبعة الأولى 1991م
- من طلائع يقظة الأمة العربية - عزيز علي المصري، نجيب عازوري، فرح انطون، شبلي شميل - تأليف: مكي حبيب المؤمن وعلي عجيل منهل (1981)
- ثلاثة لبنانيين في القاهرة شبلي شميل، فرح انطون، رفيق جبور - د. رفعت السعيد الطبعة الأولى 1973م

## وصلات خارجية
- كتاب فلسفة النشوء والارتقاء على موقع أرشيف من مجموعة جامعة تورنتو

## مواضيع مرتبطة
- سلامة موسى
- داروينيون عرب